# Республіка Гагаузія
Республіка Гагаузія або Гагаузька Республіка (гаг. Gagauz Yeri) — самопроголошена держава в Буджаці, південна Басарабія, на теренах Молдавської РСР, а згодом Республіки Молдова, період існування якої тривав з 1990 по 1994 рік, коли внаслідок перемовин Ґаґауз Єрі ввійшла до складу Республіки Молдова як Автономне територіальне утворення Ґаґауз Єрі.